# Erich Sanders
Erich Herbert Oskar Sanders, geboren als Erich Samerski (* 8. Juli 1908 in Töpchin; † 1979/1980), war ein deutscher SS-Funktionär, Nachrichtendienstler und Gestapobeamter. Sanders war unter anderem Referatsleiter im Reichssicherheitshauptamt während des Zweiten Weltkriegs.

## Leben und Tätigkeit
Sanders wurde unter dem Namen Samerski als Sohn eines Polizeibeamten geboren. Ab 1915 lebte er in Berlin, wo er die Oberrealschule besuchte und dann eine Lehre bei einer Versicherungsgesellschaft absolvierte. Anschließend war er im Versicherungsgewerbe tätig.
Bereits in jungen Jahren wandte er sich der völkisch-rechtsradikalen Bewegung zu. Um 1928 wurde er Mitglied der NSDAP (Mitgliedsnummer 89.917). Etwa zur selben Zeit trat er in die SA, den Straßenkampfverband der NSDAP, ein. In der Spätphase der Weimarer Republik gehörte Samerski dem wegen seiner Wildheit als „Mördersturm“ bekannt gewordenen Berliner SA-Sturm 33 an.

### NS-Zeit
Nach der Machtergreifung der Nationalsozialisten im Jahr 1933 wurde Samerski am 1. April beim Polizeipräsidium in Berlin als Kriminalassistentenanwärter eingestellt. Er war damit für die Kriminalkommissarlaufbahn vorgesehen. Kurz darauf wurde er nach der Gründung dieser Dienststelle in das Geheime Staatspolizeiamt (Gestapa) in Berlin berufen und nach Absolvierung der Probezeit als Kriminalangestellter in den Staatsdienst übernommen. Er durchlief einen Ausbildungslehrgang im Polizeiinstitut Charlottenburg und wurde 1934 zum Kriminalassistenten ernannt. In den folgenden Jahren wurde er nacheinander zum Kriminalkommissar auf Probe (1. Dezember 1937), zum Kriminalkommissar (1. Juni 1937), zum Kriminalrat (November 1941) und schließlich zum Kriminaldirektor (November 1944) befördert.
Nach der Entlassung von Rudolf Diels am 1. April 1934 und der Übernahme der Geheimpolizei in Preußen durch die SS unter Heinrich Himmler wurde Samerski weiterhin im Dienst des, nun von Reinhard Heydrich geleiteten, Gestapa belassen. Im Geschäftsverteilungsplan für die Gestapozentrale vom 25. Oktober 1934 ist er als Sachbearbeiter für „Parteiangelegenheiten“ mit dem Rang eines Kriminalassistenten in dem von Josef Meisinger geleiteten Dezernat II 1 H 1 (Partei-, HJ-, BDM-Angelegenheiten) nachweisbar.
Von Ende 1937 bis Anfang 1937 absolvierte Sanders einen Lehrgang für Kriminalkommissare im Polizeiinstitut Berlin.
Im Zuge der graduellen Verschmelzung von Polizei und SS in der zweiten Hälfte der 1930er Jahre unter der Ägide von Himmler wurde Samerski auch Mitglied der SS (Mitgliedsnummer 308.167), in der er jeweils seinem Polizeidienstrang entsprechende SS-Dienstränge (sogenannter Angleichungsdienstgrad) erhielt: Im November 1938 beantragte der Chef des SD-Hauptamtes Sanders mit Wirkung vom 1. August 1938 aus der SA mit dem Sturmbannführer-Rang in die SS zu übernehmen und dienststellenmäßig zum SS-Führer im SD-Hauptamt zu ernennen. Er erhielt dann zum 30. Januar 1939 den Rang eines SS-Sturmbannführers. Bis zum Jahr 1939 hatte Samerski im Polizeidienst den Rang eines Kriminalkommissars erreicht: Laut dem Geschäftsverteilungsplan der Gestapo vom 1. Juli 1939 war er inzwischen stellvertretender Leiter des Sachgebiets II H 2 (Angelegenheiten von SA, SS; NSKK, NSFK, HJ, BDM und angeschlossenen Verbänden – Bündische Jugend) im Referat II H (Angelegenheiten der Partei. ihrer Gliederungen und angeschlossenen Verbände, ausländische Nationalsozialisten und Faschismus).
Bei Gründung des Reichssicherheitshauptamtes wurde Samerski Ende September 1939 Leiter des Sachgebiets IVC4b dieser Dienststelle. Dieses befasste sich mit Verfehlungen von SA-, SS- und HJ-Angehöorgen sowie ehemaligen Mitgliedern der bündischen Jugend. Bei Abwesenheit des Leiters der Referats IVC4, zu dem sein Sachgebiet zählte, Kurt Stage, vertrat er diesen beiden Dienstbesprechungen. 1943 wurde Samersli Leiter des Referats IVC4, nachdem Stage nach Tromös versetzt worden war. Diese Stellung behielt er bis Kriegsende bei.
Während des Zweiten Weltkriegs änderte Samerski seinen slawisch klingenden Familiennamen zu Sanders und nannte sich nun Erich Sanders. Seit dem 27. November 1940 war er gemäß einer Verfügung des Regierungspräsidenten von Marienwerder berechtigt den Familiennamen Sanders zu führen.
Im letzten Geschäftsverteilungsplan der Gestapo vom 1. Dezember 1944 erscheint Sanders als direkter Untergebener des Gestapochefs Heinrich Müller in der Amtsgruppe IV A, in der er als SS-Sturmbannführer und Kriminalrat das Referat IV A5b (Partei und Presseangelegenheiten) leitete. Er war damit als Referatsleiter ein gleichrangiger Kollege wie Adolf Eichmann, der das Referat IV A4 („Judenreferat“) leitete.
Nach dem Umsturzversuch vom 20. Juli 1944 ließ Sanders den ehemaligen Gestapochef der Jahre 1933/1934, Rudolf Diels, festnehmen.

### Nachkriegszeit
Im Mai 1945 verließ Sanders als einer der letzten Angehörigen des RSHA Berlin. Er lebte anschließend unter dem Namen Sandmann in der französischen Besatzungszone. Er wurde weder inhaftiert noch in ein Internierungslager gebracht.
In den Nachkriegsjahre betätigte Sanders sich als kaufmännischer Angestellter. Zunächst beim Zirkus Bellin in der französischen Besatzungszone. Am 1. März 1950 nahm Sanders vom Amnestie-Angebot dieser Zeit Kenntnis und meldete sich in Frankfurt wieder unter seinem regulären Namen. Dort wurde er Geschäftsführer beim Zirkus Holzmüller. Später ging er nach Düsseldorf, wo er für eine Bak tätig war.
Daneben war Sanders in der Organisation Gehlen bzw. dem Bundesnachrichtendienst tätig. Zudem trat er gelegentlich mit Veröffentlichungen an die Öffentlichkeit. So erschien in der Neuen Zeitung vom 10. November 1949 ein Beitrag von ihm über die bündische Jugend, den Fritz Schmidt als „zwar kenntnisreich, jedoch von NS-Geist getränkt“ gekennzeichnet hat.
Das Amtsgericht Berlin-Charlottenburg erklärte Sanders durch Beschluss vom 23. Oktober 1950 gemäß §30 des Verschollenheitsgesetzes irrtümlich amtlich für tot (18 II 1369/50).  Auf Antrag Sanders vom 29. März 1955 wurde der Beschluss aufgehoben, nachdem er zweifelsfrei nachgewiesen hatte, dass er mit dem durch den Beschluss von 1950 bezeichneten Erich Sanders identisch war.
1965 wurde er im Auftrag der Staatsanwaltschaft Berlin durch die Polizei über seine dienstliche Tätigkeit im Reichssicherheitshauptamt vernommen.

## Ehe und Familie
1945 heiratete Sanders Grete Schmidt.

### Überlieferung
Im Landesarchiv Berlin hat sich ein Ermittlungsheft der Staatsanwaltschaft Berlin über Sanders erhalten (B. Rep. 057-01, Nr. 2619). Dieses ist vom Archiv digitalisiert worden und online einsehbar.